# Saussurella acuticornis
Saussurella acuticornis är en insektsart som beskrevs av Zheng, Z. 1998. Saussurella acuticornis ingår i släktet Saussurella och familjen torngräshoppor. Inga underarter finns listade i Catalogue of Life.